# آنتونی دوئر
آنتونی دوئر (انگلیسی: Anthony Doerr؛ زادهٔ ۱۹۷۳) یک رمان‌نویس اهل ایالات متحده آمریکا است. در سال ۲۰۱۵ وی به خاطر نوشتن رمان تمام نورهایی که نمی‌توانیم ببینیم برنده جایزه پولیتزر برای داستان شد. وی همچنین برنده جایزه کمک هزینه گوگنهایم و نامزد جایزه کتاب ملی آمریکا در بخش داستانی بوده‌است.